# Edwin Benne
Edwin Johannes Benne (Amersfoort, 21 april 1965) is een voormalig Nederlands volleybalinternational.
Edwin Benne deed tweemaal mee aan de Olympische Spelen. De eerste Zomerspelen waaraan Benne deelnam waren in 1988 in Seoel. In Zuid-Korea werd het Nederlands volleybalteam vijfde. In 1992 werd hij bij de Zomerspelen in Barcelona met het Nederlands team tweede achter Brazilië.
In 2011 volgde hij Peter Blangé op als bondscoach van het Nederlands herenteam, geassisteerd door oud-teamgenoot Henk-Jan Held. Het grootste succes in die periode was de eindzege van Oranje in de European League, kwalificatie voor de World League en het EK in 2013. In september 2014 stopte hij als bondscoach.
Edwin Benne · Peter Blangé · Ron Boudrie · Marco Brouwers · Teun Buijs · Rob Grabert · Pieter Jan Leeuwerink · Jan Posthuma · Avital Selinger · Martin Teffer · Ronald Zoodsma · Ron Zwerver
Edwin Benne · Peter Blangé · Ron Boudrie · Henk-Jan Held · Marko Klok · Jan Posthuma · Avital Selinger · Martin Teffer · Martin van der Horst · Olof van der Meulen · Ronald Zoodsma · Ron Zwerver